# Coupe d'Arménie de football 2010
Navigation
Coupe d'Arménie 2009 Coupe d'Arménie 2011
La Coupe d'Arménie 2010 est la 19e édition de la Coupe d'Arménie depuis l'indépendance du pays. Elle prend place entre le 23 mars et le 10 mai 2010.
Un total de huit équipes participe à la compétition, correspondant à l'ensemble des clubs de la première division 2010.
La compétition est remportée par le Pyunik Erevan, tenant du titre, qui s'impose contre le Banants Erevan à l'issue de la finale pour gagner sa cinquième coupe nationale. Cette victoire permet au Pyunik de réaliser le doublé Coupe-championnat pour la deuxième année de suite et de se qualifier pour l'édition 2011 de la Supercoupe d'Arménie. Le Pyunik étant par ailleurs déjà qualifié pour la Ligue des champions 2010-2011, la place en Ligue Europa du vainqueur de la coupe est réattribuée au Banants en qualité de finaliste.

## Quarts de finale
Les matchs aller sont disputés les 23 et 24 mars 2010, et les matchs retour les 6 et 7 avril suivants.
| Équipe 1             | Score | Équipe 2             | Aller | Retour |
| -------------------- | ----- | -------------------- | ----- | ------ |
| Gandzasar Kapan (D1) | 1 - 3 | (D1) Ulisses FC      | 1 - 1 | 0 - 2  |
| Pyunik Erevan (D1)   | 2 - 0 | (D1) Impuls Dilidjan | 1 - 0 | 1 - 0  |
| Shirak FC (D1)       | 0 - 4 | (D1) Banants Erevan  | 0 - 1 | 0 - 3  |
| Mika Erevan (D1)     | 4 - 0 | (D1) Kilikia Erevan  | 3 - 0 | 1 - 0  |

## Demi-finales
Les matchs aller sont disputés les 13 et 14 avril 2010, et les matchs retour les 20 et 21 avril suivants.
| Équipe 1            | Score | Équipe 2           | Aller | Retour |
| ------------------- | ----- | ------------------ | ----- | ------ |
| Ulisses FC (D1)     | 0 - 3 | (D1) Pyunik Erevan | 0 - 2 | 0 - 1  |
| Banants Erevan (D1) | 3 - 1 | (D1) Mika Erevan   | 1 - 1 | 2 - 0  |

## Finale
La finale de cette édition oppose les deux mêmes équipes que la 2009, qui sont les clubs erevanais du Pyunik et du Banants. Tenant du titre, le Pyunik dispute à cette occasion sa huitième finale depuis 1992, pour quatre victoires. Le Banants joue quant à lui sa quatrième finale d'affilée, la septième en tout. Malgré cela, il n'a remporté la compétition qu'à deux reprises en 1992 et 2007. À noter que ces deux équipes s'affrontent en finale pour la quatrième fois, la première fois s'étant achevée par la victoire du Banants en 1992 tandis que les deux suivantes ont vues le Pyunik l'emporter en 2004 et 2009.
Disputée le 10 mai 2010 au stade Républicain Vazgen-Sargsian d'Erevan, la rencontre tourne largement à l'avantage du Pyunik lors de la première mi-temps, David Manoyan ouvrant le score pour les siens au quart d'heure de jeu avant que Marcos Pizzelli puis Gevorg Ghazarian ne portent le score à 3-0 peu avant la pause. Le Banants ne parvient pas à renverser la situation par la suite, concédant même un nouveau but de Ghazarian à la 70e minute et devant s'incliner 4-0. Ce résultat permet ainsi au Pyunik de décrocher sa cinquième coupe nationale.
| Entraîneur :     |
| Vardan Minassian |

| Entraîneur :        |
| Stevica Kuzmanovski |

| Entraîneur :     |
| Vardan Minassian |

| Entraîneur :        |
| Stevica Kuzmanovski |